# The Ruin of Manley
The Ruin of Manley è un cortometraggio muto del 1914 diretto da Thomas Ricketts. Prodotto dalla American Film Manufacturing Company su un soggetto di Marc Edmund Jones, aveva come interpreti Edward Coxen, Winifred Greenwood, William Bertram, Josephine Ditt.

## Trama
Manley è considerato da tutti un giovane di poche speranze, con nessun altro interesse se non quello per i piccioni. Anche i genitori di Mary, la ragazza che lui ama, sono dello stesso parere. Quando lui lascia la sorella per andare, con uno sforzo disperato, in cerca di fortuna, incontra sulla sua strada Jared Smith, un vecchio agricoltore che lo spinge a creare una fattoria per i piccioni. L'impresa ha subito successo.

Volendo ampliare la fattoria, Manley compra un terreno che gli viene venduto da un suo rivale, innamorato anche lui di Mary. Nessuno, però, è a conoscenza che quel terreno viene ciclicamente minacciato di inondazioni in primavera. La fattoria si espande e il matrimonio con Mary finalmente riceve l'approvazione dei genitori.

Una settimana prima delle nozze, un malinteso crea la rottura tra i due fidanzati. Le alluvioni distruggono completamente la fattoria e Manley sembra completamente a terra. Però, poi, si riprende: ce l'ha fatta una volta, ce la farà ancora. Anche Mary non lo abbandona: dopo aver scoperto dell'inganno della vendita, torna da lui per non lasciarlo.

## Produzione
Il film fu prodotto dall'American Film Manufacturing Company.

## Distribuzione
Distribuito dalla Mutual Film, il film - un cortometraggio in due bobine - uscì nelle sale cinematografiche degli Stati Uniti il 2 novembre 1914.